# Ян Земанчик
Ян Земанчик (словац. Jan Zemantsek; 1752, с. Старина — 19 червня 1825, Відень) — фізик і математик, професор і ректор Львівського університету (1803—1804).

## Життєпис
Народився у 1752 році в селі Старина (нині округ Стара Любовня, Словаччина). Навчався в університеті міста Пешт і як випускник університету в 1786—1787 році був ад'юнктом на кафедрі математики. Намагався здобути стипендію для продовження навчання у Геттінгенському університеті.
У 1787 році Ян Земанчик декретом цісарської канцелярії призначений викладачем фізики в інституті «Studium Ruthenum» при Львівському університеті. З 1791 року він викладав фізику і на латинському філософському факультеті. У 1794 році став звичайним професором кафедри фізики на філософському факультеті, одночасно продовжував читати лекції в «Studium Ruthenum», де мовою викладання була руська. Зорганізував чудовий фізичний кабінет, за що отримав урядову відзнаку. Після від'їзду Петра Лодія до Кракова у 1801 році Ян Земанчик читав математику у «Studium Ruthenum». У 1795—1796 році він був деканом філософського факультету, а 1803 року академічний сенат обрав його на посаду ректора університету на наступний навчальний рік.
У 1805 році після об'єднання Львівського університету з Краківським Ян Земанчик з багатьма професорами переїхав до Кракова. З 1805 до 1809 року працював професором фізики і в 1806—1807 навчальному році обіймав посаду декана філософського факультету Ягеллонського університету. У 1811—1812 роках був професором фізики в ліцеї м. Лінц, у 1813—1822 роках — професор фізики і механіки Віденського університету.
Помер 19 червня 1825 року у Відні.